# Рябиков Василь Михайлович
Василь Михайлович Рябиков (14 січня 1907, село Острецово Костромської губернії, тепер Родніковського району Івановської області, Російська Федерація — 19 липня 1974, місто Москва) — радянський державний діяч, заступник голови Ради міністрів Російської РФСР, голова Всеросійської Ради народного господарства, 1-й заступник голови Держплану СРСР, генерал-полковник інженерно-артилерійської служби (7.05.1966). Депутат Верховної Ради Російської РФСР 5-го скликання. Депутат Верховної Ради СРСР 5—9-го скликань. Кандидат у члени ЦК КПРС у 1952—1961 роках. Член ЦК КПРС у 1961—1974 роках. Герой Соціалістичної Праці (16.09.1945).

## Життєпис
Народився в родині робітника-ткача. У 1924—1926 роках — робітник, секретар комсомольського осередку текстильної фабрики «Большевик» міста Родники.
Член РКП(б) з 1925 року.
У 1926—1928 роках — завідувач агітаційно-пропагандистського відділу і секретар Родниковського повітового комітету ВЛКСМ; завідувач агітаційно-пропагандистського відділу Родниковського повітового (районного) комітету ВКП(б) Івановської промислової області.
У 1929—1932 роках — студент Ленінградського технологічного інституту; студент Ленінградського військово-механічного інституту. З 1932 року — в Червоній армії.
У 1932—1937 роках — слухач Ленінградської військово-морської академії імені Ворошилова.
У 1937—1939 роках — інженер-конструктор, секретар партійного комітету, партійний організатор ЦК ВКП(б) заводу «Большевик» міста Ленінграда.
У лютому 1939—1940 роках — заступник, у 1940—1946 роках — 1-й заступник народного комісара озброєння СРСР. З червня 1941 року був уповноваженим із евакуації Народного комісаріату озброєння СРСР.
Указом Президії Верховної Ради СРСР від 16 вересня 1945 року за видатні заслуги в справі організації виробництва літаків, танків, моторів, озброєння і боєприпасів, а також за створення і освоєння нових зразків бойової техніки та забезпечення ними Червоної армії і Військово-морського флоту в роки Великої Вітчизняної війни генерал-лейтенанту інженерно-артилерійської служби Рябикову Василю Михайловичу присвоєно звання Героя Соціалістичної Труда з врученням ордена Леніна і золотої медалі «Серп і Молот».
У 1946—1951 роках — заступник міністра озброєння СРСР.
У 1951—1953 роках — начальник 3-го Головного управління при Раді міністрів СРСР, займався створенням радянських зенітних ракет.
У червні 1953 — 1955 року — заступник міністра середнього машинобудування СРСР.
У 1955—1957 роках — голова Спеціального комітету Ради міністрів СРСР. У 1957—1958 роках — заступник, 1-й заступник голови Комісії Президії Ради міністрів СРСР з військово-промислових питань. Був головою Державної комісії з випробувань першої міжконтинентальної ракети і запуску першого штучного супутника Землі.
28 березня 1958 — 26 травня 1961 року — заступник голови Ради міністрів Російської РФСР.
Одночасно 18 червня 1960 — 26 травня 1961 року — голова Всеросійської Ради народного господарства.
27 травня 1961 — листопад 1962 року — 1-й заступник голови Державного планового комітету Ради міністрів СРСР — міністр СРСР.
У листопаді 1962 — 2 жовтня 1965 року — 1-й заступник голови Ради народного господарства СРСР — міністр СРСР.
2 жовтня 1965 — 19 липня 1974 року — 1-й заступник голови Державного планового комітету (Держплану) СРСР.
Помер 19 липня 1974 року. Похований в Москві на Новодівочому цвинтарі.

## Звання
- генерал-майор інженерно-артилерійської служби (16.10.1943)
- генерал-лейтенант інженерно-артилерійської служби (7.05.1944)
- генерал-полковник інженерно-артилерійської служби (7.05.1966)

## Нагороди
- Герой Соціалістичної Праці (16.09.1945)
- дев'ять орденів Леніна (8.02.1939; 3.06.1942; 5.08.1944; 16.09.1945; 6.12.1949; 20.04.1956; 16.01.1957; 21.12.1957; 17.06.1961)
- орден Жовтневої Революції (24.04.1971)
- орден Червоного Прапора (30.04.1954)
- орден Суворова ІІ ст. (18.11.1944)
- два ордени Трудового Червоного Прапора (28.07.1966; 13.01.1967)
- орден Червоної Зірки (20.06.1949)
- дві Сталінські премії (1951, 1953)
- медалі